# Xavier de Salas Bosch
Xavier de Salas Bosch (Barcelone, 1907 - Madrid, 1982) est un historien de l'art espagnol licencié en philosophie et directeur du musée du Prado durant huit ans, durant les dernières années du franquisme et les premières années de la transition démocratique.

## Biographie
Il étudie à Madrid où il est élève de Elías Tormo. Il passe son doctorat en 1930 avec la thèse « note sur certaines chroniques du XVe siècle ». En 1931, il commence à exercer comme professeur à Barcelone, et à la fin de la guerre d'Espagne, en 1939, il part étudier à Vienne. Il exerce longtemps comme professeur et est invité par l'Université d'Oxford à participer à un cercle d'études hispaniques.
Son travail en muséographie lui vaut le poste de directeur du Prado en 1970, puis du Cason du buen retiro où sont ensuite exposées les œuvres du XIXe siècle. En 1978, il prend sa retraite et est remplacé par  José Manuel Pita Andrade.

## Sources
- VLa voix de «Salas Bosch, Xavier de» sur l'Encyclopédie du Musée du Prado.